# Eduard Isaac Asser
Pour les articles homonymes, voir Asser.
Eduard Isaac Asser, né à Amsterdam le 19 octobre 1809 et mort dans la même ville le 21 septembre 1894, est un photographe néerlandais, pionnier de la photographie aux Pays-Bas.

## Biographie
Eduard Isaac Asser, membre de la famille Asser, était le fils d'un éminent juriste. En 1821, la famille emménagea dans une maison qui donnait sur le canal Singel, près de la Munttoren, où Eduard Isaac Asser restera jusqu'à la fin de ses jours. Il étudia le droit à l'Athenaeum Illustre et marcha vite sur les traces de son père, mais il était aussi un amateur d'art enthousiaste, et c'est à partir de 1842 qu'il fut l'un des premiers à expérimenter la photographie aux Pays-Bas. Avec un appareil acheté à Paris, il apprit tout à photographier, ce qui n'était pas alors une sinécure. Avec des livres en français, des produits chimiques dangereux, des papiers de tirage préparés par lui-même, il produisit patiemment des photos.
S'il s'essaya d'abord au daguerréotype, il se concentra ensuite sur les négatifs en papier, et, à partir de 1857, il développa un procédé de photolithographie, pouvant donc produire  vite des photos bon marché. Ce "procédé Asser", pour lequel il reçut un brevet, lui apporta une grande renommée.
Eduard Isaac Asser faisait avant tout des portraits de sa famille et de ses amis, puis, après 1850, il fit aussi des autoportraits, des natures mortes et des paysages urbains inspirés par la peinture hollandaise du XVIIe siècle. Les photographies les plus anciennes d'Amsterdam et de Haarlem qui ont pu être conservées jusqu'à aujourd'hui sont de sa main. 
Eduard Isaac Asser fut un des promoteurs de la photographie aux Pays-Bas et fut rédacteur en chef de Tijdschrift voor Photografie (La Revue de la photographie), le premier journal néerlandais à y être consacré. Deux ans avant sa mort, il fonda la Maatschappij voor Photolitho- en Zincografie Procédé Mr. E.I. Asser.

## Collections
Une grande partie de ses œuvres est aujourd'hui conservée au Rijksmuseum Amsterdam,,.

## Galerie photographique

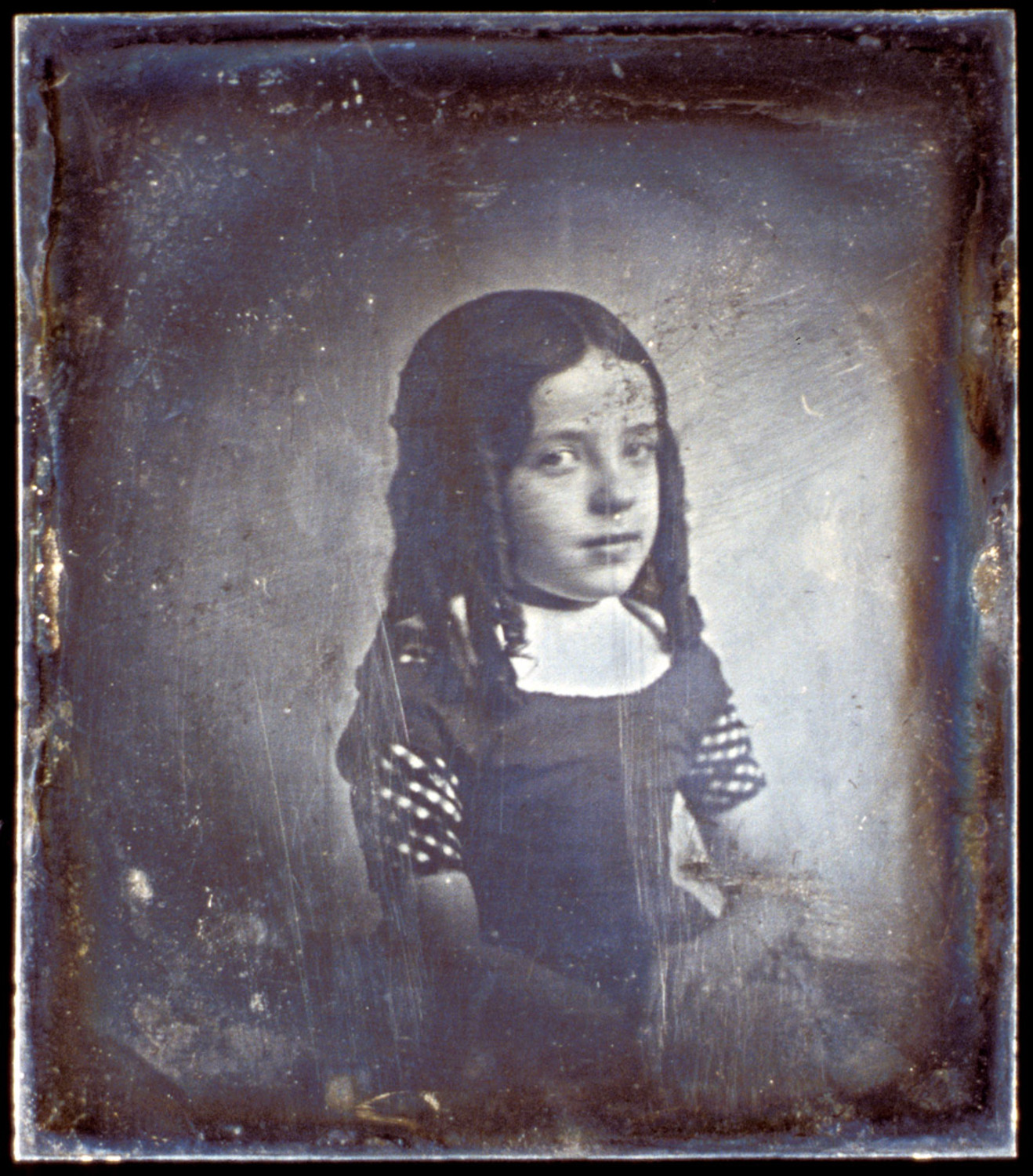
Portrait de Charlotte Asser, fille du photographe, 1842
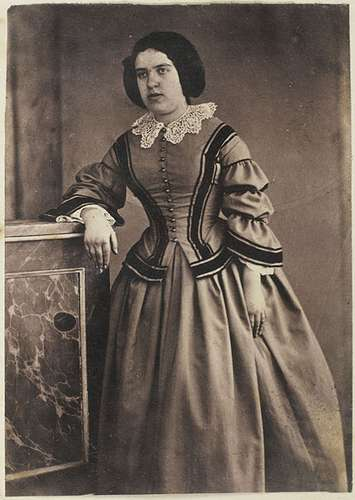
Charlotte Asser, vers 1853
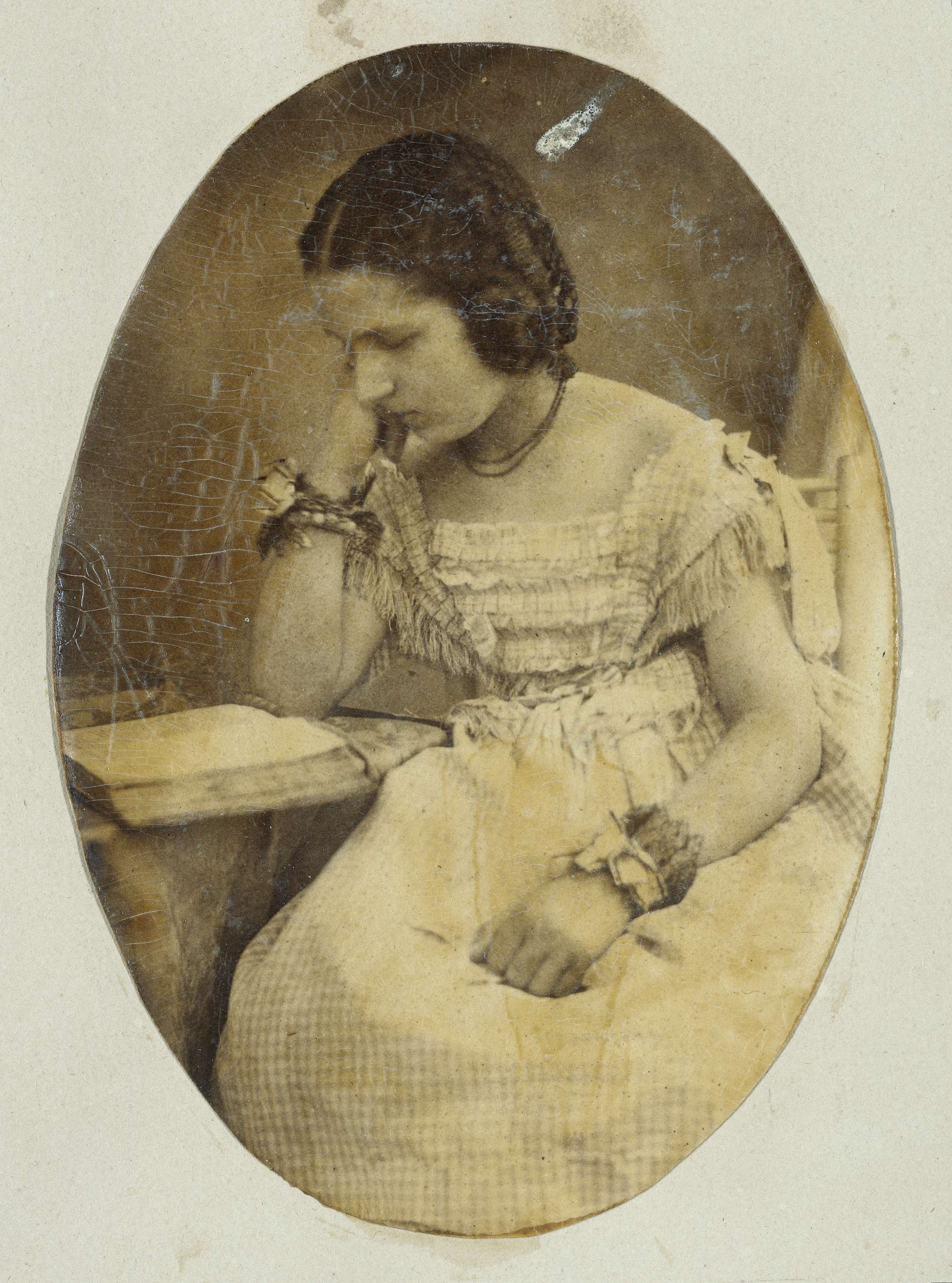
Portrait d'Anna-Gratia Asser, 1854
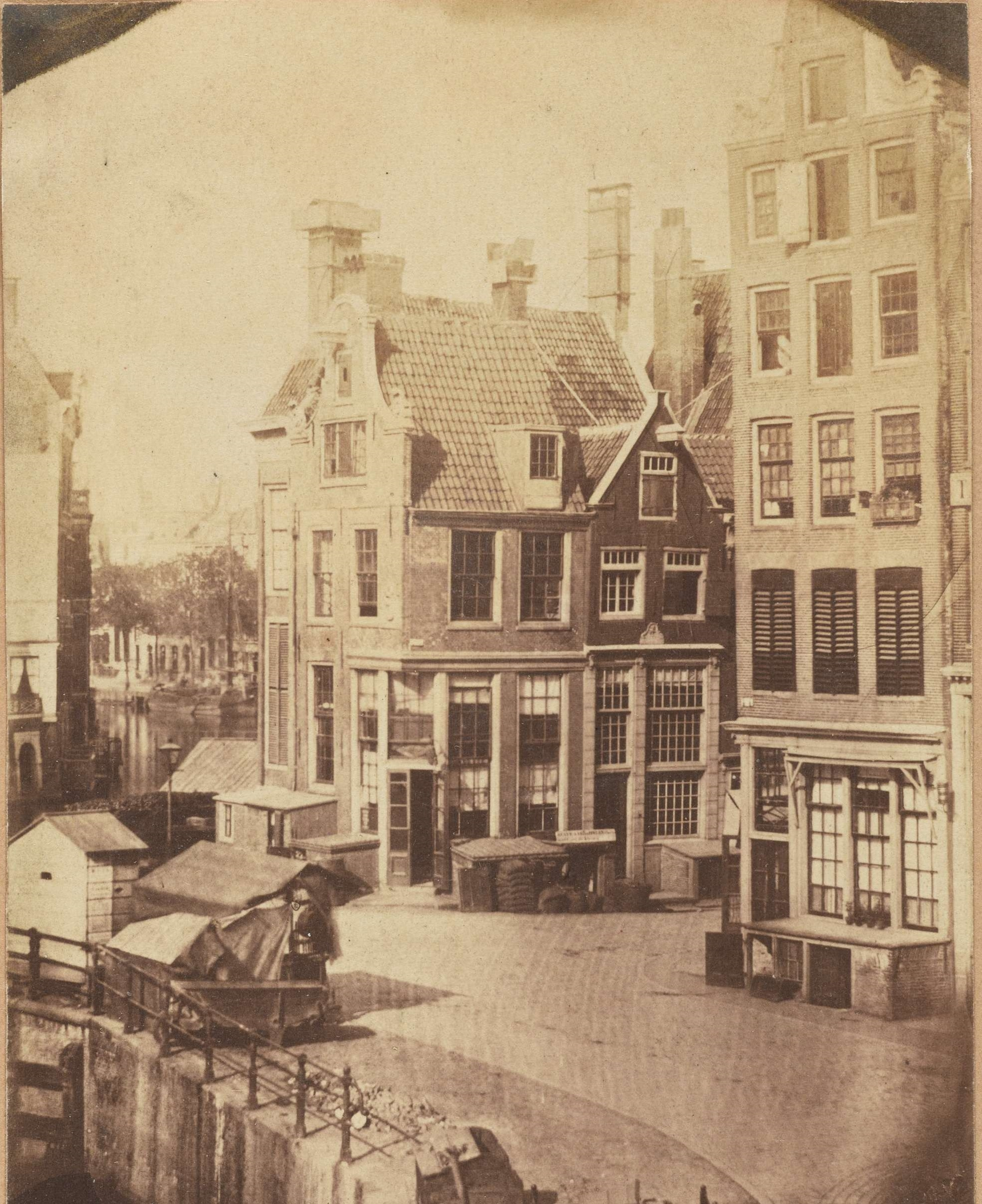
Vue à partir de la fenêtre de la maison du photographe, Regulierbreestraat, vers 1854
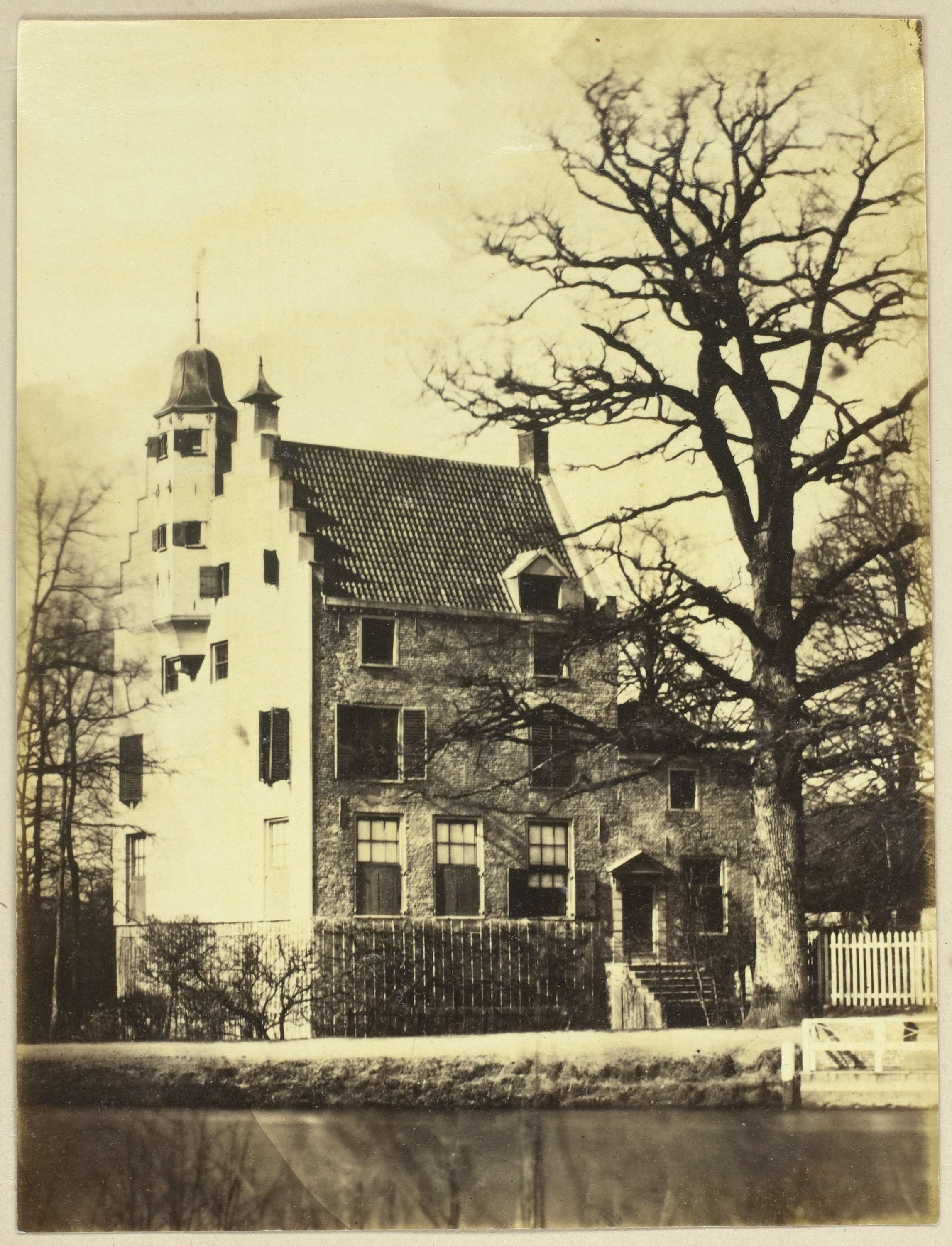
Une maison à Breukelen aan de Vecht, vers 1852
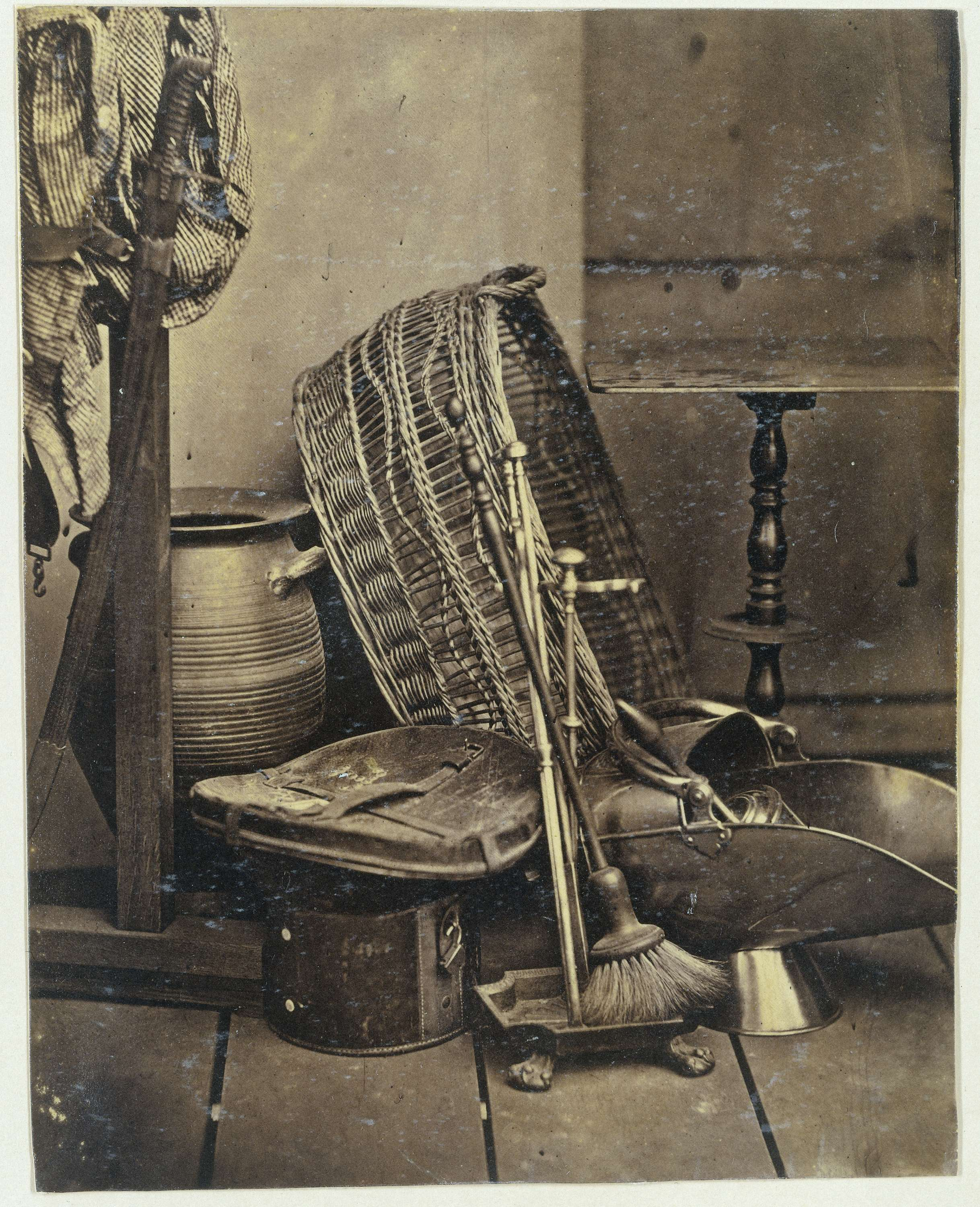
Nature morte avec une épée, un sac, un tisonnier, un balai, vers 1854
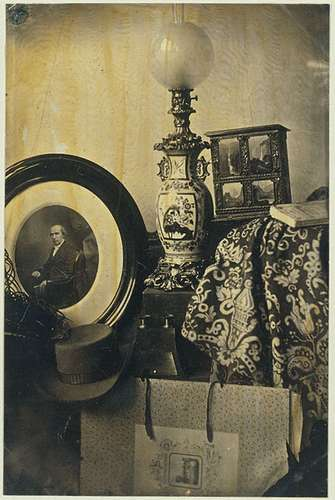
Nature morte avec un portrait du photographe, un stéréoscope et un portfolio, vers. 1855
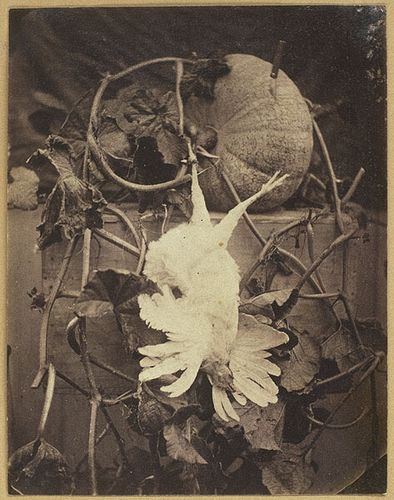
Nature morte avec un poulet mort, vers. 1855
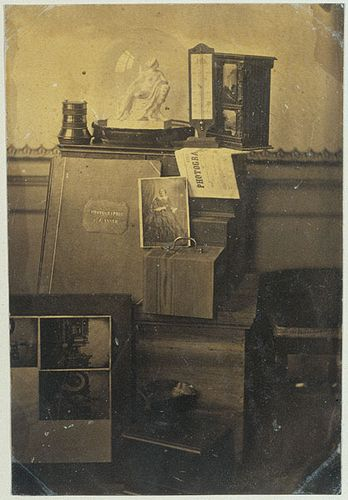
Nature morte avec des photographies dans un cadre, un album photo, une lentille, un moulâge en plâtre d'Ariadne, un thermomètre et une copie de la Revue Photographique, vers 1855
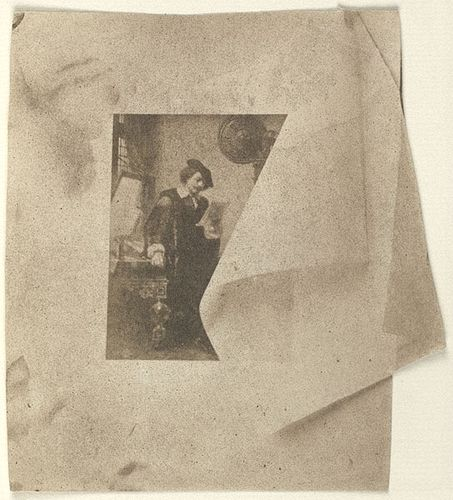
Reproduction d'une lithographie, vers 1855
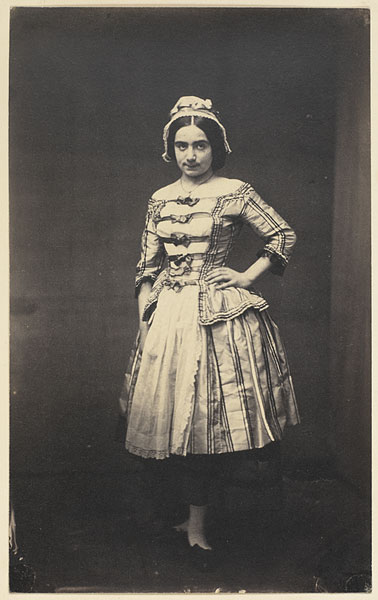
Portrait d'une femme inconnue dans un costume de théâtre, 1856.